# Citroën Xsara Picasso
Citroën Xsara Picasso je osobní automobil francouzské automobilky Citroën, byl představen v roce 1999. Výroba skončila 10. září 2010 s celkovým počtem 3 362 154 kusů. Je postaven na bázi modelu Xsara, jde o první kompaktní MPV v nabídce firmy Citroën a mělo takový úspěch, že bylo 4 roky vyráběno souběžně s následníkem C4 Picasso.
Jméno nese po španělském malíři Pablu Picassovi.

## Popis
Kompaktní minivan řadící se celkovou délkou téměř 4,3 m mezi typy Xsara a Xantia, má zavazadlový prostor od 0,550 až 2,128 m³.
Mezi předními sedadly se nachází průchozí ulička ke třem samostatně ukotveným, vyjímatelným zadním sedadlům.
Vůz má širší vnitřní prostor než populární protivník Renault Megane Scénic. Všechna tři zadní sedadla jsou stejně velká a mají běžnou velikost. Navíc v některých případech je právě širší zavazadlový prostor velkou devizou tohoto vozu.
K variabilitě Xsary přispívají odkládací prostory. Bezpečnost vozu byla potvrzena v roce 2001 čtyřmi hvězdičkami v testech Euro NCAP.
Vůz prošel dvěma facelifty.
Velký facelift byl proveden v roce 2004.
Malý facelift byl proveden v závěru výroby – zde se změnila zpětná zrcátka (jsou užší, ale vyšší) a zadní stěrač je krátký a nezasahuje do celého zadního okna.

## Motorizace
Xsara Picasso byla nabízena s benzínovým motorem 1,6 8V 65kw dále 1,6 8V 70 kW a poté 1,6i 16V 80kW (110k), 1,8i 16V 85kW (115k) a třemi naftovými motory 1,6 HDi 16V 66kW (90k), 1,6 HDi 16V 80kW (110k) a 2,0 HDi 66kW (90k). „Dvoulitr HDi“ zaznamenal také největší prodejní úspěch, nejspíš asi proto, že byl v nabídce hned od začátku výroby.